# Igreja São Pedro dos Clérigos (Rio de Janeiro)
A igreja São Pedro dos Clérigos foi construída no Rio de Janeiro a partir de 1733 e, posteriormente, foi demolida para construção da Avenida Presidente Vargas.

## História

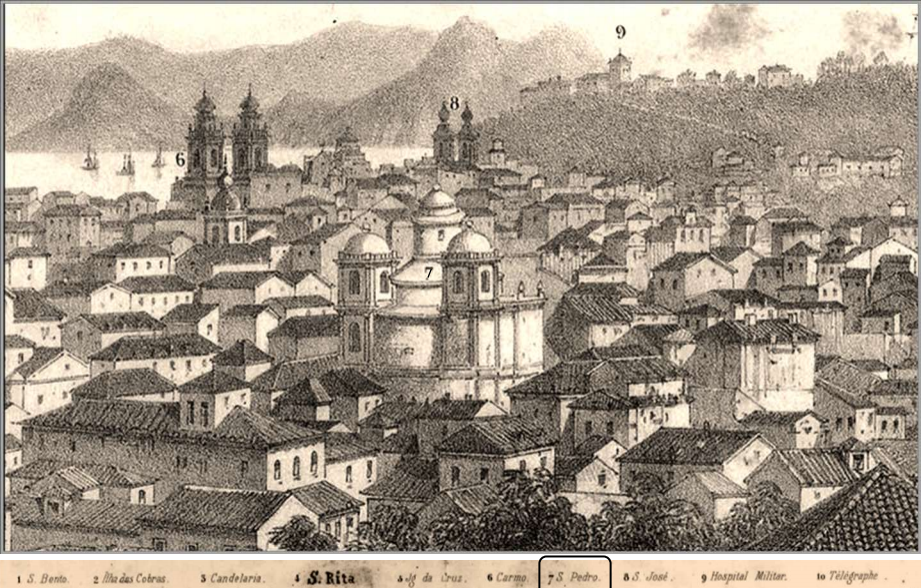
Fundação da cidade do Rio de Janeiro, Antonio Firmino de Monteiro, 1855-1888. Ao centro é possível ver a São Pedro dos Clérigos.

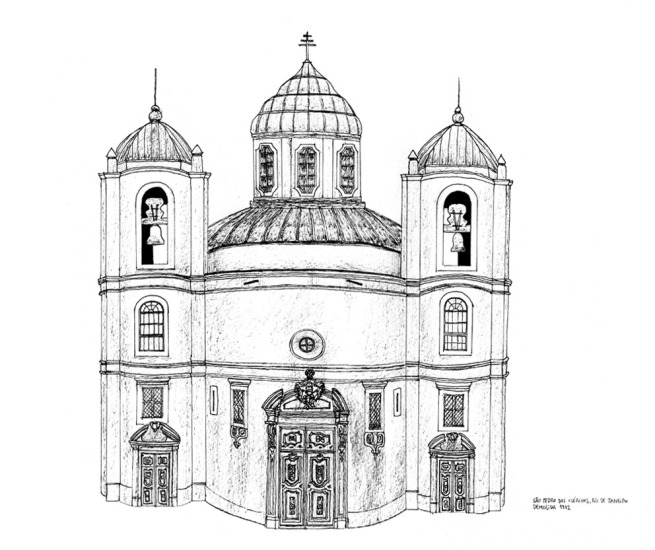
Reconstituição da Igreja São Pedro dos Clérigos, Eduardo Verderame

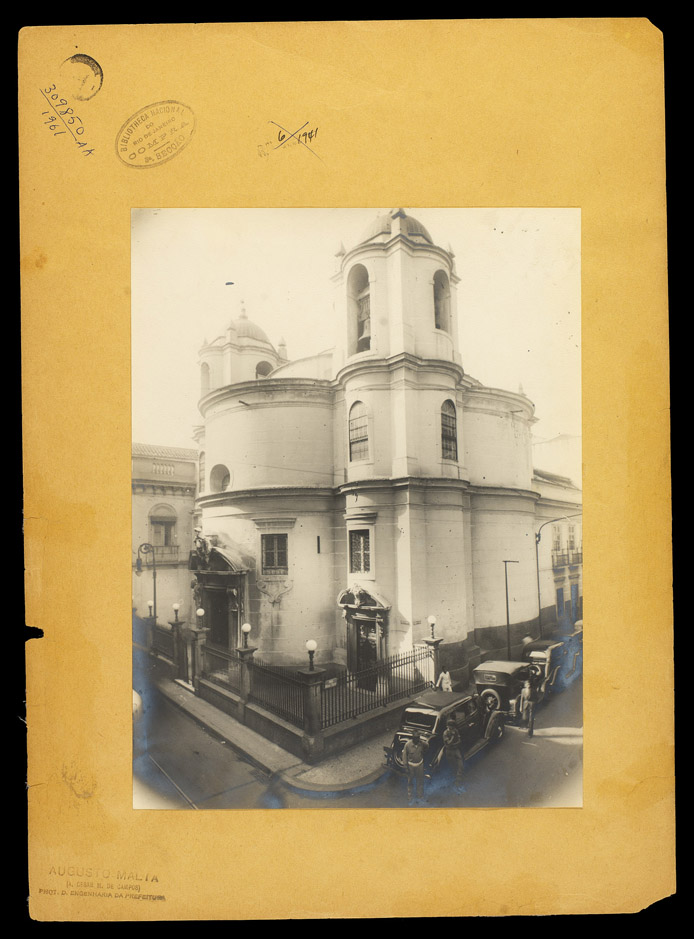
Foto Igreja São Pedro dos Clérigos, Rio de Janeiro, antes da demolição.

A Igreja São Pedro dos Clérigos, construída em 1733 no Rio de Janeiro, é uma das igrejas pioneiras da Irmandade de São Pedro dos Clérigos construídas no Brasil. Foi pioneira também em seu projeto, sendo um dos primeiros a se afastar da influência lusitana, se aproximando de um estilo de tradição italiana. 

A autoria de seu projeto é desconhecida, havendo somente especulações em torno do engenheiro Tenente-Coronel José Cardoso Ramalho e do Dr. Antônio Pereira de Sousa Calheiros. Estava localizada em um terreno na esquina das ruas São Pedro e Ourives, atualmente rua Miguel Couto.

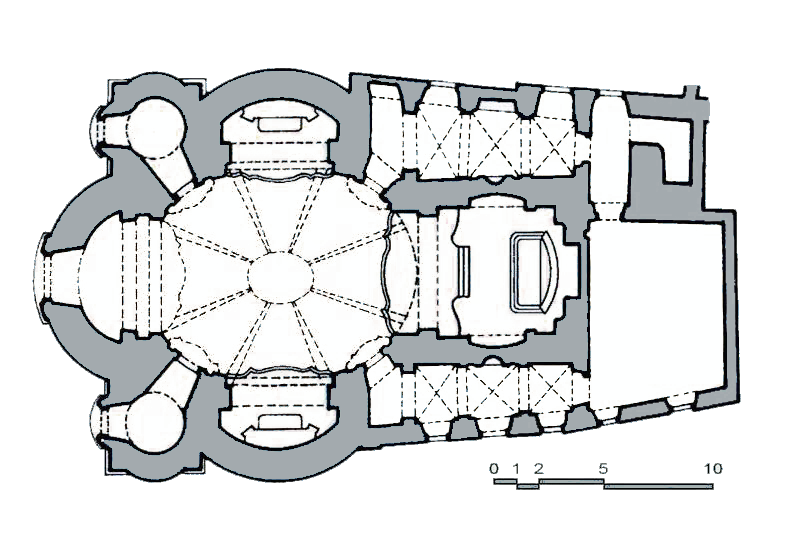
Planta da São Pedro dos Clérigos.

### Construção
Sua construção é datada de 1733, tendo sido finalizada de forma rápida, em cinco anos. A igreja tem influência do barroco e rococó, além de ser marcada pelo estilo de produção italiano visíveis na sua planta circular e capela intrincada, características que não vieram a se repetir com frequência na arquitetura brasileira.
Segundo John Bury: “Embora haja uma grande distância entre as proporções pesadas da de São Pedro [dos clérigos] do Rio de Janeiro e 
a harmoniosa Nossa Senhora do Rosário de Ouro Preto, etilicamente as duas igrejas, juntamente com a São Pedro dos Clérigos de Mariana, constitui um episódio isolado na história da arquitetura no Brasil”.
Sofreu diversas reformas e restaurações ao longo do tempo, destacando as realizadas em: 1794-5, 1801-2, 1853 e 1856-9; e assim que foi criado a diretoria do Instituto do Patrimônio Histórico e Artístico Nacional em 1937, atual IPHAN, ela foi uma das primeiras a receber o tombamento individual.

### Demolição
Durante a Era Vargas, o Brasil passou por um processo de transformação, que, dentre suas príncipais pautas, incentivava a modernização. Com a falência da produção cafeeira e os reflexos da Revolução de 30, buscou-se uma nova face no campo político.
“O processo de urbanização e industrialização atinge as camadas médias e as massas urbanas, que passam a exigir participação política. As reivindicações e pressões dessas novas forças levaram à contestação do Estado oligárquico agrário, na medida em que este era incapaz de absorver suas demandas”.
Nesse contexto, é pensada a criação da Avenida Presidente Vargas causando a demolição de diversas construções coloniais, dentre elas, a Igreja São Pedro dos Clérigos; houve, inclusive, um projeto que propunha substituir a parte inferior das paredes da igreja por concreto e a utilização de rolos para deslocá-la para o outro lado da avenida; esse processo já era realizado na Europa com rolos de aço, contudo, o aço estava escasso devido a guerra e sugeriu-se o uso de concreto. O projeto não foi realizado devido a fissura dos rolos concreto quando exposto aos esforços e o risco de desmoronamento da igreja durante o processo.
Demolida em 1944, a capela da igreja São Pedro dos Clérigos se manteve e seu desmonte abasteceu outras igrejas do Rio de Janeiro, além do mercado de arte. “Pudemos ver, tomos da sua cúpula, enormes cabeças de anjos acopladas a terminações de volutas, na exposição O Universo Mágico do Barroco de 1998. Querubins retirados de seu corpo fazem parte do acervo do Museu de arte Sacra de São Paulo. A imagem venerada no altar-mor, assim como a portada principal da capela, de fatura excelente, foi trasladada para a nova Igreja de São Pedro que se fez construir no Rio Comprido, no Rio de Janeiro”.

## Descrição
A igreja possuía planta curvilínea, além de nave oval, capelas laterais ovais, nártex ou galilé, coro e o altar-mor localizado no centro da planta. Ademais, a igreja era dotada de duas torres sineiras ambíguas e fachada arqueada; sua porta pivotante era de madeira talhada e, após sua demolição, foi colocada na igreja nova igreja do Rio Comprido. 
O trabalho de talha dourada (talha rococó) feito no interior da igreja foi atribuído ao Mestre Valentim a partir de comparações com obras efetivas do artista. A igreja era marcada por sua cúpula pousada sobre a nave, ornamentada com anjos e decorações atribuídas ao apóstolo São Pedro. Exteriormente, a cúpula possuía um lanternim que abria espaço para a iluminação natural da igreja e apenas a parte superior do seu zimbório participava da volumetria externa.No altar mor, havia uma imagem de origem portuguesa do santo patrono da igreja representado em trajes pontificiais e assentado em sua cátedra. 
Com a demolição, também foi transportada para a igreja do Rio Comprido e recebeu diversas alterações. Sobre os altares laterais, Ana Maria Monteiro fala da existência de um retábulo dedicado a São Gonçalo e outro a Nossa Senhora da Boa Hora.